# Àfrica Sud-occidental Alemanya
L'Àfrica Sud-occidental Alemanya fou una colònia alemanya a l'est de l'Àfrica Austral del 1884 al 1915, que incloïa els territori que avui correspon a Namíbia.

## Orígens de l'establiment
El 1842 els missioners alemanys protestants de la Societat Missionera Renana, Heinrich Kleinschmidt i Carl Hugo Hahn, protegits per comerciants d'Hamburg i cridats pels afrikaners, s'establiren entre els hereros, a la costa i als territoris de Windhoek i Otjimbinje. El mateix any fundarien la vila de Windhoek, on s'establiren els cabdills hereros Tjamuaha i Maharero, i el 1845 fundaren Rehoboth (bantustan); imprimiran llibres en llengües africanes i fundaran escoles. El 1843 Livingstone arribà a la Franja de Caprivi, però no aconseguí establir cap missió. El 1853 l'explorador suec Carl John Andersson creuà el país des de Walvis Bay, on el 1843 s'hi establiren els primers colons europeus (els comerciants de ramat Sidney Dixon, James Morris i Frank Bassingthwaighte) fins al llac Ngami (avui Botswana). Els missioners alemanys Kleinschmidt i Vollmer componen el primer diccionari nama-alemany, i proposen usar aquesta llengua en la missió.
Des del 1846 esclataren conflictes entre hereros, nama i afrikaners. El 1868, a causa de les guerres tribals entre hereros, hotentots i ovambos, els missioners alemanys demanaren protecció britànica. Reberen suport alemany, però els anglesos rebutjaren la proposta. S'estableixen també les primeres companyies minaires des del 1850, ja que es trobà coure al rerepaís de Windhoek, però s'abandona perquè el transport a la costa era costós. El 1859-1860 molts hereros s'estableixen al territori fugint dels portuguesos.
El 1864 el govern britànic rebutjà una proposta de la Colònia del Cap de prendre la tutela del territori, tot i que el 1866 n'ocuparen algunes parceles costaneres. El 1870, un grup de coloured (les famílies Benz, Beukes, Bok, Claasen (Klazen), Cloete, Coetsee, Diergaar(d)t, Engelbrecht, Gertze, Isaak, de Klerk, Koopman, Morkel, Mouton, Orlam, Schalkwyk, Slenger, Steenkamp, Vrey, Vries, Wimmer, Witbooi i van Wyk), anomenats bastaards, fan la pau amb Maharero i s'establiren a Rehoboth, fugint dels hereros, ja que entra en declivi el poder dels orlam afrikaners, pressionats per ovambos i hereros. Això havia provocat el 1868 que la Societat Missionera Renana demanés la protecció prussiana i estableixi la Deutsche Missions-Handelsaktiengesellschaft, que s'oposa al tràfic d'armes i d'alcohol, alhora que Carl Hugo Hanh n'esdevé superintendent.
També arribaren els primers missioners finlandesos Martti Rautanen, Botolf Bernhard Björklund, Pietari Kurvinen, Karl Leonhard Tolonen, Erkki Juntunen i Karl August Weikkolin, que s'estableixen entre els hereros. Hahn calculà que el 1870 hi havia uns 80.000 hereros.
El 1876 la Colònia del Cap hi envià el comissionat W. C. Palgrave, qui va fer tractats amb els caps tribals (el mestís Abraham Swartbooi, Hermanus van Wyk de Rehoboth, els hereros Kambazembi i Maharero, l'ovambo Salomo Aponda) ansiosos de la protecció britànica, de manera, de manera que tot el territori buit entre el Cap i Angola cauria sota la protecció britànica. Els cabdills denunciaren que els boers Hendrik van Zyl, Johannes van der Merwe, Jan Greyling i Gert Alberts, intentava un tercer trek o Dorslandtrek a Damaraland el 1877. L'Alt Comissionat Britànic a Sud-àfrica aprovà l'acció de Palgrave, però el govern britànic no estava disposat a assumir aquesta responsabilitat llevat a Walvis Bay, ocupada per Gran Bretanya des del 1867.
Així, el 1878 pactaren amb Alemanya la renúncia a l'actual Namíbia llevat Walvis Bay, a canvi de tenir les mans lliures a Egipte. El Congrés de Berlín del 1881-1885 reconeixeria el fet. El cap de la Societat Missionera Renana, Friedrich Gotthard Karl Ernst Fabri, escrigué el llibre Alemanya necessita colònies demanant la intervenció alemanya al territori.

## Colonització alemanya
El 1880 esclatà una nova guerra tribal entre damara, afrikaners, hereros i ovambos, en la qual Maharero va destruir Windhoek. El govern alemany tornà a preguntar als britànics si protegiria la vida i propietats dels colons i missioners blancs establerts al país.
En obtenir resposta negativa, el 1881-1883 hi enviaren el comerciant de tabac de Bremen Franz Adolf Lüderitz (1834-1886), qui establí una factoria a Lagos i fundà a Angra Pequena Lüderitzbucht, alhora que Emil Holub fou encarregat pel ministeri d'indústria de cercar minerals a Caprivi i la conca de Zambeze. Amb aquesta excusa Otto von Bismarck demana el protectorat entre el riu Orange i el cap Cold (Lüderitz Land). El 1883 l'agent de Lüderitz, Heinrich Vogelsang, obté del cabdill hotentot Joeph Frederick de Bethanien la concessió de tota Angra Pequenha. Tot i així, Bismark, qui no estava encara convençut del tot de la política colonial, informà als britànics dels fets de manera que els convida a assumir la sobirania del territori i a actuar com a potència protectora. En no obtenir-hi resposta, l'abril del 1884 escriu Lüderitz ordenant-li l'annexió del territori. La Deutscher Kolonialverein (Societat Colonial Alemanya) és fundada pel príncep Hermann de Hohenlohe-Langenburg.
Així, el 1884 Gustav Nachtingal explorà l'interior del territori i obtingué el protectorat sobre Damaraland i Namakwaland, concedida a la Societat Colonial Alemanya, i el 15 de setembre del 1884 signà un tractat de protecció amb el cap dels hereros, Samuel Maharero (1856-1923), pel qual s'asseguren uns 10.440 kilòmetres quadrats en reserves. No aconseguiren, però, dominar el territori ovambo.
La possibilitat de l'establiment d'una continuïtat territorial entre l'Àfrica Sud-occidental Alemanya i la República de Transvaal, que aïllés la Colònia del Cap, bloquejant l'expansió i el trànsit de mercaderies britànic amb l'Àfrica central, va provocar la invasió dels Estats Units de Stellaland i l'establiment de la colònia britànica de Betxuanalàndia en 1885.

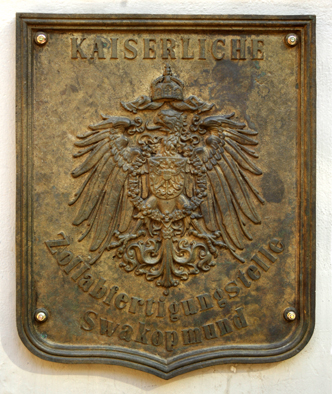
Escut: Imperial alemany duana Swakopmund

El 1885 fou enviat al territori el primer representant alemany, Heinrich Ernst Göring, qui establí la residència a Otjimbingue. El 1889, degut als atacs dels khoikhois, la Societat Colonial Alemanya cedí els drets d'explotació del territori a l'imperi Alemany. Aquest hi nomenarà un comissionat, que el 1893 prendà el títol de Landeshauptleute.
Entre el 1886 i el 1890 s'establiren les fronteres pactades amb Portugal, la República del Transvaal, l'Imperi Britànic, del que mercès als oficis del canceller Georg Leo Caprivi incorpora l'anomenada Caprivi Zipfel (Franja de Caprivi), per tal de tenir sortida al Zambeze amb el Tractat de Helgoland-Zanzíbar, i els nadius. El 1892 el nou governador Curt von François traslladà la residència a Windhoek, i establí també els primers colons grangers alemanys. El territori passà a anomenar-se Àfrica del Sud-oest (Südwest Afrika) com a protectorat alemany,, però el 1893 esclatà la primera gran revolta nadiua, dirigida pel cap dels namakua, Hendrik Witbooi o Waterboer, excitat per l'anglès Lewis, qui pensava que així obtindrien el protectorat. La revolta fou aixafada pel governador François amb una massacre al seu campament, on els 150 habitants, inclosos dones i nens, foren massacrats.
El 1896 fou nomenat governador Theodor Leutwein, qui intentà tractat els africans amb consideració, però aquests estaven ressentits per les expropiacions de terres i per la represàlia de les tropes colonials. Així, el 1897 esclatà una nova revolta d'hereros i khoikhois, que foren novament vençuts a Goothesberg. Durant aquest temps els ovambos no es revoltaren, potser perquè els alemanyhs no tingueren un veritable control sobre llur territori.

## Revoltes dels nadius
El 1903 es produí una nova revolta dels hotentots de Bondelswaartz, que fou aixafada en sang. Aquest fou el preludi dels grans alçaments que començaren el 1904 i que acabarien el 1908. Els hereros mataren molts colons alemanys (però no britànics ni bòers). Això provocà la destitució de Leutwein, substituït pel general Lothar von Trotta, qui donà l'ordre de fer vernichtstungbefehl (neteja i extermini): "No perdoneu cap home, dona o nen. Mateu-los a tots!". També va confiscar i destruir ramats sencers. D'aquesta manera, el 1907 havien reduït els hereros de 80.000 individus a 15.000 refugiats famèlics (el 25% dels efectius), que foren reclutats per a treballar com a colons o expulsats. Per altra banda, els names foren redüits a la meitat dels efectius (de 20.000 a 10.000).
Però aquesta despoblació provocada de manera artificial va repercutir en la manca de mà d'obra i que repercutirà negativament en el desenvolupament del territori. Nogensmenys, entre el 1908 i el 1913 uns 13.000 immigrants blancs arribaren al territori, atrets per les explotacions diamantíferes a Lüderitz-Bucht. Així la població dels 800.000 kilòmetres quadrats arribaria als 80.000 habitants.

## Fi del domini alemany
En esclatar la Primera Guerra Mundial, el 6 d'agost del 1914, el Govern de la Unió Sud-africana decidí assumir totes les obligacions de la guarnició regular britànica, i el dia 10 envià una expedició a Namíbia, comandada per Louis Botha. Els residents i soldats alemanys, comandats pel general Göring, organitzaren la resistència amb suport d'alguns voluntaris bòers que s'havien revoltat contra els britànics. El 25 de setembre uns 6.000 alemanys vencen als angloboers a Sandfontein i ocupen Walvis Bay.
El febrer del 1915 Deventer atacà la badia de Lüderitz i Kermanshoop, cosa que els permeté setjar als alemanys a Windhoek el 12 de maig. Finalment, el 9 de juliol del 1915, els soldats alemanys es rendiren. Seran internats, juntament amb bona part dels residents alemanys, i cap al 1919 seran repatriats a Alemanya juntament amb 600 indesitjables. Als ciutadans alemanys, nogensmenys, se'ls permeté tornar a llurs terres, i continuaren fent la seva vida.